# Noferronpet (XX. dinasztia)
Noferronpet (nfr-rnp.t, „szép/jó az év”) ókori egyiptomi vezír volt a XX. dinasztia idején, IV. Ramszesz uralkodásának első évétől legalább VI. Ramszesz uralkodásáig.

## Datálása
Nevét először IV. Ramszesz első uralkodási évében említik, az utoljára III. Ramszesz 29. évében említett Ta vezír utódja lehetett. Nem teljesen biztos, hogy elődjéhez hasonlóan Felső- és Alsó-Egyiptom vezírje is volt el, de azt tudni, hogy IV. Ramszesz idején hivatalos rezidenciája Memphiszben volt. Úgy tűnik, IV. Ramszesz trónra lépésekor lecserélte a jelentősebb pozíciókat betöltő hivatalnokokat. Nem tudni, meddig volt hivatalban Noferronpet. VI. Ramszesz uralkodása alatt Nehi és Ramszesznaht neve is előfordul vezírként, IX. Ramszesz idejében pedig egy bizonyos Nebmaatrénaht a vezír.

## Említései
Noferronpetnek csak kevés említése maradt fenn. IV. Ramszesz korából származik egy vörös gránitszobra, emellett említi több osztrakon, papirusz és graffito Dejr el-Medinában, ahová gyakran ellátogatott (a ramesszida korban a vezír felelt a királysír építéséért).
Noferronpet először IV. Ramszesz első évében, ahet évszak I. havának 1. napján látogatott el a munkásfaluba, és ezüstöt adott a munkásoknak. Hivatalba lépésekor a vezír hagyományosan megajándékozta a munkásokat, egyrészt, hogy lelkiismeretesen dolgozzanak, másrészt pedig hogy emlékeztesse őket: az állami ellátástól függenek.
A második évben, ahet évszak II. havának 17.-18. napján látogatott el másodszor a településre, hogy megfelelő helyet keressen a királysír számára a Királyok völgyében. Egy hónap múlva más tisztviselők kíséretében visszatért, és megduplázta a sírokon dolgozók létszámát, 120 főre. Az ezt követő évben, ahet IV. évszakának 10. napján panasz érkezett Noferronpetre és más, magas rangú hivatalnokokra a munkásfalu vezetői részéről, mert nem fizették ki a munkások bérét. A 4. áv ahet évszaka IV. havának 10. napján Ámon főpapja, Ramszesznaht kíséretében tért vissza Nyugat-Thébába. Az 5. évben, ahet IV. hava 7. napján elkészítette a királysír (KV2) új tervét; valószínűleg megváltozott a hátsó helyiségek terve. Ugyanezen év peret évszaka IV. havnak 26-án részt vett egy meg nem nevezett szertartáson, ahol libációs áldozatot mutatott be.
A 6. évben ismét gyakran ellátogatott Dejr el-Medinába, ellenőrizte az itt folyó munkálatokat például semu évszak III. havának 16. napján, valamint ahet évszak I. havának 9. és 10. napján. Két nap múlva Széthherwenemef királyi pohárnokkal együtt jelent meg ellenőrizni a már jelentős mértékben elkészült királysíron folyó munkát. Ebben az évben és IV. Ramszesz uralkodása alatt utoljára peret I. havának 19. napján látogatott el a sírhoz.

## Fordítás
- Ez a szócikk részben vagy egészben  a   Neferrenpet (Wesir, 20. Dynastie) című német Wikipédia-szócikk ezen változatának fordításán alapul.  Az eredeti cikk szerkesztőit annak laptörténete sorolja fel. Ez a jelzés csupán a megfogalmazás eredetét és a szerzői jogokat jelzi, nem szolgál a cikkben szereplő információk forrásmegjelöléseként.